# Cochrane (Chile)

Cochrane, é uma comuna do Chile, localizada na Província de Capitán Prat, Região de Aisén. A cidade de Cochrane é a sede da comuna e também a capital da Província.
A comuna limita-se: a norte com Chile Chico; a oeste com Tortel; a leste com a República da Argentina; e a sul com O'Higgins.

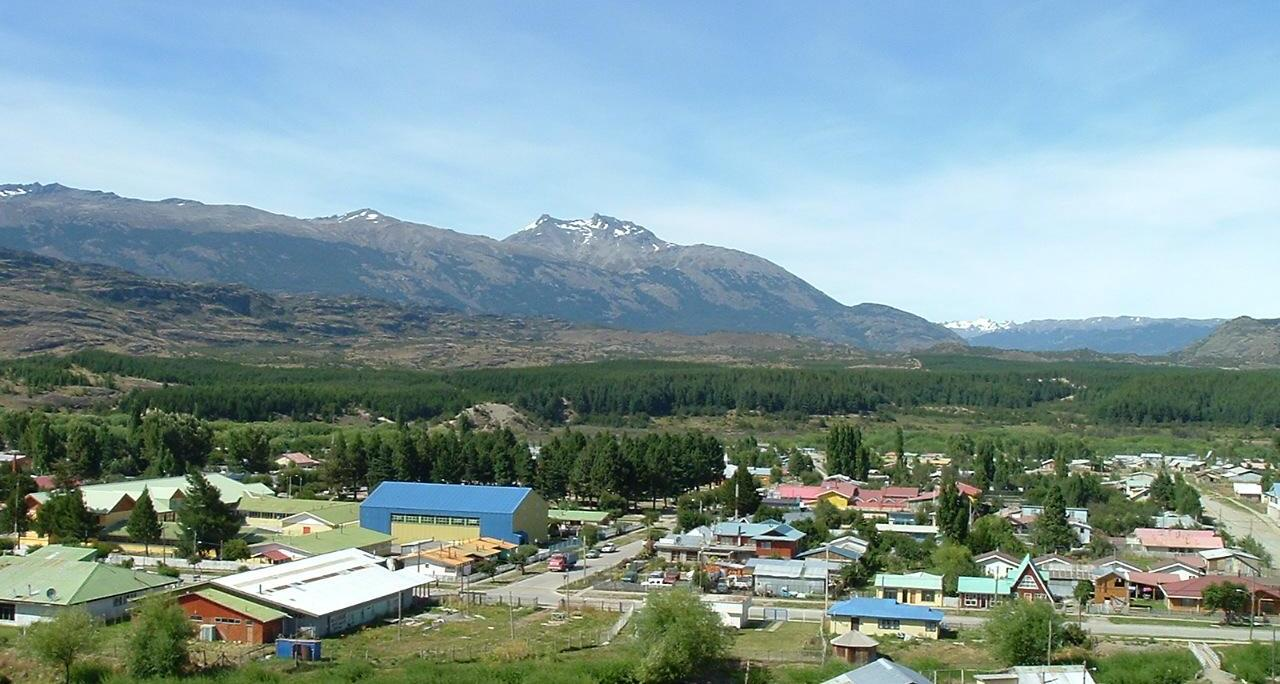
Vista panorámica

## Geografia
Sua geomorfologia se expressa através da cordilheira patagônica, com importante ação glacial (Campo de Gelo Norte).
O principal rio da comuna é o Baker, o mais caudaloso do país, o qual guarda um importante potencial energético.

## História
Criada em 1927 com o nome de Río Baker, a comuna ocupava toda a extensão da atual província de Capitán Prat.
A localidade de Cochrane foi inaugurada oficialmente em 17 de março de 1954, quando foi concluído um prédio destinado ao correio, que logo foi concedido à Força Aérea do Chile. O povoavo contava então com dez casas.
Os quarteirões e terrenos de Cochrane foram traçados definitivamente em 1955 por uma comissão formada por três agrimensores: Carlos Pizarro Araneda, Germán Pozo e Fernando Malagueño.
Em 26 de outubro de 1970, a comuna de Cochrane, pertencente ao Departamento de Chile Chico, passou a compor o Departamento de Baker com as comunas de Cochrane, O'Higgins e Tortel, sendo seu primeiro Governador Esteban Ramírez Sepúlveda. Em 1975 foi criada a província, passando Cochrane a ser a capital provincial.
Integra junto com as comunas de Coihaique, Lago Verde, Aisén, Cisnes, Guaitecas, Río Ibáñez, O'Higgins, Chile Chico e Tortel o Distrito Eleitoral N° 59 e pertence à 18ª Circunscrição Senatorial (Aisén).

## Etimologia
"Cochrane" provêm do nome do rio homónimo: de Thomas Cochrane, 10º Conde de Dundonald, almirante britânico.